# Бриттон, Барбара
Ба́рбара Бри́ттон (англ. Barbara Britton; 26 сентября 1919 или 26 сентября 1920, Лонг-Бич, Калифорния — 17 января 1980, Нью-Йорк, Нью-Йорк) — американская актриса кино и телевидения.

## Биография
Барбара Морин Брэнтингем (настоящее имя актрисы) родилась 26 сентября 1919 года в городе Лонг-Бич (штат Калифорния, США). Окончила Старшую политехническую школу Лонг-Бич и Городской колледж Лонг-Бич по специальности «ораторское искусство», намереваясь стать преподавателем драматического и ораторского искусства. С детства интересовалась театром и кинематографом.
1 января 1941 года Барбара приняла участие в Параде роз в Пасадине. Её фото с этого мероприятия появилось на первой странице местной газеты. На него обратил внимание «охотник за талантами» Paramount Pictures, девушку нашли, предложили работу киноактрисы, она немедленно согласилась, подписав контракт с этой киностудией, и с 1941 года начала сниматься в кино. С 1950 года начала сниматься для телевидения. В 1955 году окончила карьеру актрисы, разово появившись ещё в двух телесериалах в 1960 и 1979 годах.
В конце 1940-х годов Бриттон за два года появилась на первых обложках более чем ста американских журналов, в том числе таких известных как Ladies' Home Journal, Woman's Home Companion и McCall’s. В октябре 1949 года газета Press-Telegram заявила: «Сегодня фото Барбары Бриттон появились на обложках большего количества национальных журналов, чем любой другой киноактрисы в мире».
С середины 1950-х до середины 1960-х годов, на протяжении 12 лет, была лицом косметической компании Revlon.
В 1957 году с семьёй переехала в Нью-Йорк, поселившись на Манхэттене.
Барбара Бриттон скончалась 17 января 1980 года от рака желудка в Нью-Йорке.

### Личная жизнь
2 апреля 1945 года Бриттон вышла замуж за врача-натуропата (позднее переквалифицировался в психиатра) Юджина Цукора (1897—1989) (она обратилась к его услугам после сильных моральных потрясений, полученных во время съёмок в картине «Сквозь горе, тоску и утраты» (1943)), который был на 22 года её старше, и с которым она прожила всю жизнь до самой своей смерти в 1980 году. От этого брака у пары были четверо детей. Один мальчик и одна девочка умерли вскоре после рождения. Сын, Теодор (1947 — ?), стал актёром театра Канады, позднее — инструктором йоги. Дочь, Кристина (1951 — ?), стала моделью, актрисой, оперной певицей, музыкотерапевтом и писательницей.
Оба супруга увлекались антиквариатом и держали небольшие антикварные лавки в коннектикутских городках Бетел и Вудбери.

## Признание
- 1948 — ключ от города Лонг-Бич
- 1960 — звезда на «Аллее славы» Голливуда за вклад в развитие телевидения (1719, Вайн-стрит[англ.])

## Избранная фильмография

### Широкий экран
- 1941 — Луизианская покупка[англ.] / Louisiana Purchase — Луизианская Красавица
- 1942 — На флоте[англ.] / The Fleet's In — Эйлин Райт
- 1942 — Пожнёшь бурю[англ.] / Reap the Wild Wind — леди из Чарлстона
- 1942 — За горизонтом[англ.] / Beyond the Blue Horizon — Памела, девушка в цирке (в титрах не указана)
- 1942 — Остров Уэйк / Wake Island — Салли Камерон (в титрах не указана)
- 1943 — Сквозь горе, тоску и утраты[англ.] / So Proudly We Hail! — лейтенант Розмари Ларсон
- 1944 — История доктора Уоссела[англ.] / The Story of Dr. Wassell — Рут
- 1944 — Пока мы не встретимся снова[англ.] / Till We Meet Again — сестра Клотильда, она же Луиза Дюпри
- 1945 — Великий Джон Л.[англ.] / The Great John L. — Кэти Харкнесс
- 1945 — Капитан Кидд / Captain Kidd — леди Энн Данстен
- 1946 — Вирджинец[англ.] / The Virginian — Молли Вуд
- 1947 — Стрелки́[англ.] / Gunfighters — Бесс Баннер
- 1948 — Альбукерке[англ.] / Albuquerque — Летти Тайлер
- 1948 — Заряженные пистолеты[англ.] / Loaded Pistols — Мэри Эванс
- 1949 — Я застрелил Джесси Джеймса[англ.] / I Shot Jesse James — Синти Уотерс
- 1949 — Концы в воду / Cover Up — Анита Уэзерби
- 1950 — Шампанское для Цезаря[англ.] / Champagne for Caesar — Гвен Боттомли
- 1950 — Королева бандитов[англ.] / The Bandit Queen — Зара Монтальво, она же Лола Белмонт
- 1952 — Дьявол Бвана[англ.] / Bwana Devil — Элис Хейуорд[4]
- 1954 — Эскадрилья «Стрекоза»[англ.] / Dragonfly Squadron — Донна Коттрелл
- 1955 — Негодяи[англ.] / The Spoilers — Хелен Честер

### Телевидение
- 1950, 1952, 1955 — Роберт Монтгомери представляет[англ.] / Robert Montgomery Presents — Лиз (в 4 эпизодах)
- 1951 — Театр «Люкс Видео»[англ.] / Lux Video Theatre — Хильда (в эпизоде The Treasure Trove)
- 1952 — Театр звёзд Шлица[англ.] / Schlitz Playhouse of Stars — Памела (в эпизоде Say Hello to Pamela)
- 1952—1954 — Мистер и миссис Норт[англ.] / Mr. and Mrs. North — Памела Норт / Китти Померой (в 57 эпизодах)
- 1955 — Кульминация![англ.] / Climax! — Дюана Кларк (в эпизоде Flight 951)
- 1955 — Театр Форда[англ.] / Ford Theatre — разные роли (в 2 эпизодах)
- 1979 — Одна жизнь, чтобы жить / One Life to Live — Фрэн Крейг Гордон (в 4 эпизодах)

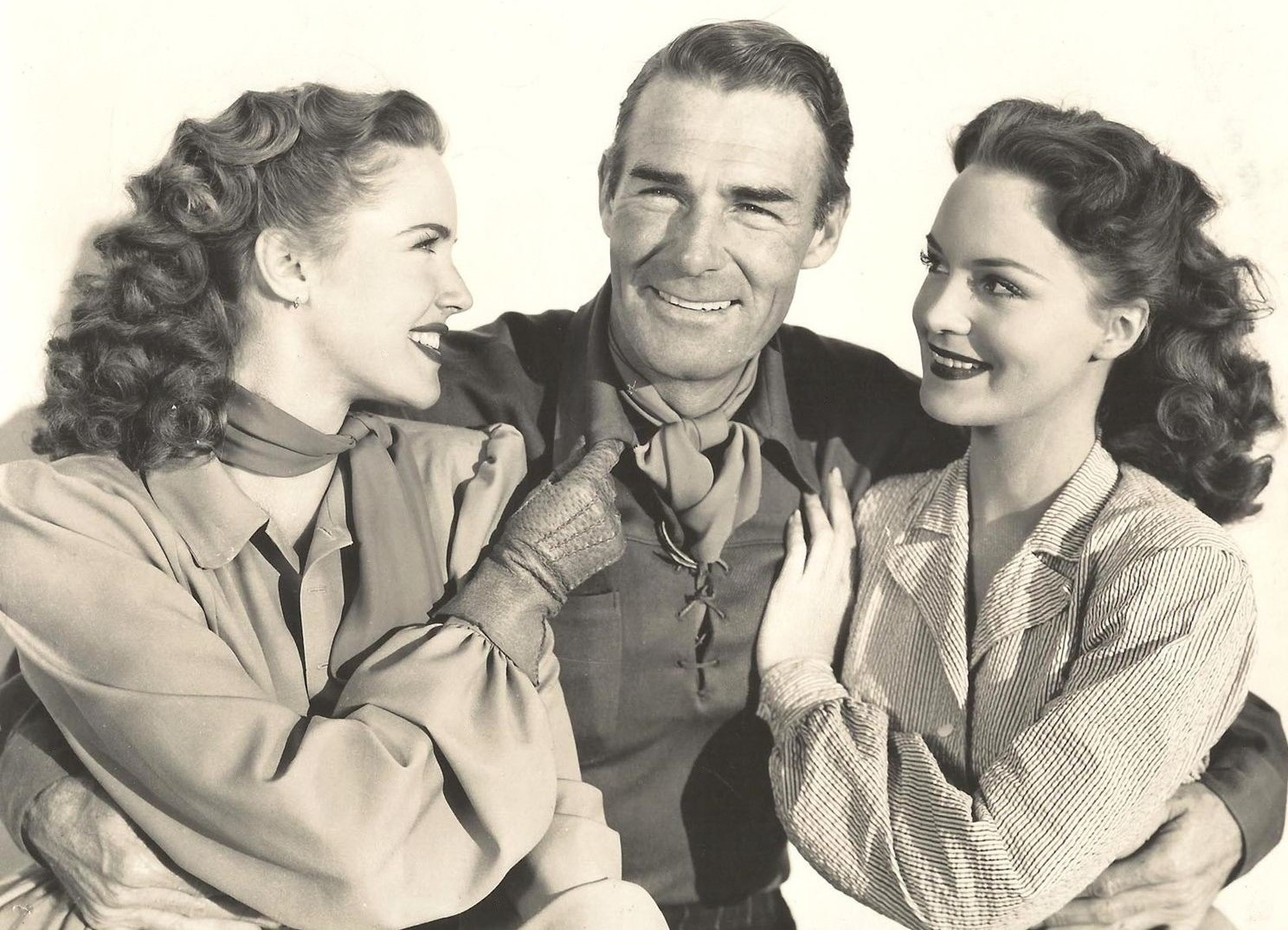
Слева направо: Барбара Бриттон, Рэндольф Скотт и Дороти Харт на съёмках фильма «Стрелки[англ.]» (1947).
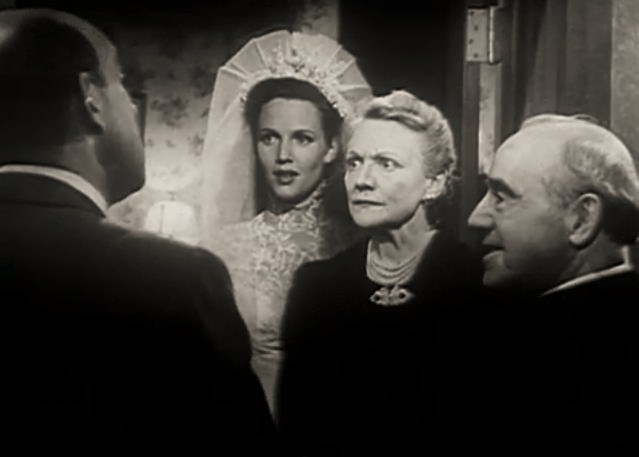
Слева направо: Нестор Пайва, Барбара Бриттон, Минна Гомбелл и Фрэнсис Пирлот в фильме «Мистер безрассудность» (1948).
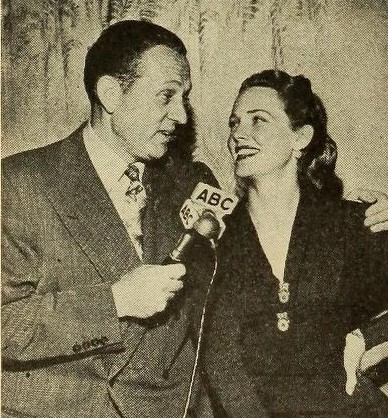
С Артом Линклеттером[англ.], 1952 г.
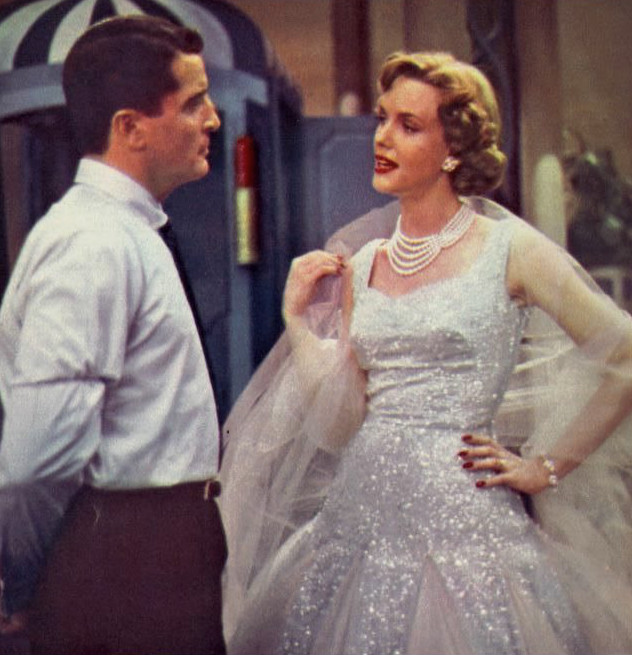
С Хэлом Марчем[англ.] на телеигре «Вопрос на 64 000 долларов[англ.]», 1955 г.